# Regierung Page
Die Regierung Page regierte Australien vom 7. April 1939 bis zum 26. April 1939. Es handelte sich um eine Koalitionsregierung der United Australia Party und der Country Party.
Die Vorgängerregierung war ebenfalls eine Koalition von United Australia Party und County Party unter Premierminister Lyons, der am 7. April 1939 verstarb. Der Vorsitzenden der Country Party, Earle Page, wurde Premierminister einer geschäftsführenden Regierung, bis die United Australia Party ihren neuen Vorsitzenden bestimmt hatte. Als Robert Menzies, kein Freund der Country Party neuer Vorsitzender der United Australia Party wurde, versuchte Page diesen in einer Parlamentsrede zu diskreditieren. Er warf Menzies, der sich im Ersten Weltkrieg nicht als Freiwilliger gemeldet hatte, Feigheit vor und beschuldigte Menzies, durch Illoyalität zum frühen Tod von Lyons beigetragen zu haben. Die australische Öffentlichkeit reagierte empört auf Pages Vorwürfe. Menzies bildete eine Regierung nur mit Ministern von der United Australia Party, die von der Country Party toleriert wurde, Page musste als Vorsitzender der Country Party zurücktreten.

## Ministerliste
| Amt                                                                | Minister        | Partei | Amtszeit                       | Bild |
| ------------------------------------------------------------------ | --------------- | ------ | ------------------------------ | ---- |
| Premierminister                                                    | Earle Page      | CP     | 7. April 1939 – 26. April 1939 |      |
| Wirtschaftsminister                                                | Earle Page      | CP     | 7. April 1939 – 26. April 1939 |      |
| Generalstaatsanwalt                                                | Billy Hughes    | UAP    | 7. April 1939 – 26. April 1939 |      |
| Industrieminister                                                  | Billy Hughes    | UAP    | 7. April 1939 – 26. April 1939 |      |
| Außenminister                                                      | Billy Hughes    | UAP    | 7. April 1939 – 26. April 1939 |      |
| Schatzminister                                                     | Richard Casey   | UAP    | 7. April 1939 – 26. April 1939 |      |
| Arbeitsminister                                                    | Harold Thorby   | CP     | 7. April 1939 – 26. April 1939 |      |
| Minister für Luftfahrt                                             | Harold Thorby   | CP     | 7. April 1939 – 26. April 1939 |      |
| Minister für Handel und Zölle                                      | John Perkins    | UAP    | 7. April 1939 – 26. April 1939 |      |
| Verteidigungsminister                                              | Geoffrey Street | UAP    | 7. April 1939 – 26. April 1939 |      |
| Innenminister                                                      | John McEwen     | CP     | 7. April 1939 – 26. April 1939 |      |
| Vizepräsident des Executive Council                                | George McLeay   | UAP    | 7. April 1939 – 26. April 1939 |      |
| Minister für Repatriierung                                         | Harry Foll      | UAP    | 7. April 1939 – 26. April 1939 |      |
| Gesundheitsminister                                                | Harry Foll      | UAP    | 7. April 1939 – 26. April 1939 |      |
| Generalpostmeister                                                 | Archie Cameron  | CP     | 7. April 1939 – 26. April 1939 |      |
|                                                                    |                 |        |                                |      |
| Minister ohne Portfolio zuständig für die Außenterritorien         | Eric Harrison   | UAP    | 7. April 1939 – 26. April 1939 |      |
| Minister ohne Portfolio zur Unterstützung des Premierministers     | Eric Harrison   | UAP    | 7. April 1939 – 26. April 1939 |      |
| Minister ohne Portfolio zur Unterstützung des Wirtschaftsministers | Victor Thompson | CP     | 7. April 1939 – 26. April 1939 |      |
| Minister ohne Portfolio zur Unterstützung des Schatzministers      | Allan MacDonald | UAP    | 7. April 1939 – 26. April 1939 |      |